# Oorlog van koning George
Oorlog van koning George is de naam die gegeven wordt aan de militaire operaties aan Franse en Britse zijde in Noord-Amerika tijdens de Oostenrijkse Successieoorlog van 1740 tot 1748; het is de derde van de Franse en Indiaanse oorlogen. Tijdens het conflict bezetten Britse troepen het Franse fort Louisbourg in het huidige Nova Scotia, maar onder de voorwaarden van het verdrag dat in 1748 de oorlog beëindigde - de Vrede van Aken - werd het fort teruggegeven aan Frankrijk. Na de oorlog werd de Grote Alliantie gewijzigd toen Oostenrijk Frankrijk als nieuwe bondgenoot koos, nadat Groot-Brittannië zijn steun had betuigd aan Pruisen. Deze spanningen zouden leiden tot de Zevenjarige Oorlog in Europa en de vierde Franse en Indiaanse Oorlog in Amerika.